# Pin-Pin

Pin-Pin

Pin-Pin este un pinguin, personaj de desene animate, creat de Luminița Cazacu.
Serialul s-a născut în urma filmării unor pinguini deosebit de sociabili. Prin rotoscopie, pelicula a fost transformată în desen animat, care era inițial conceput ca musical. Muzica a fost compusă de Ion Cristinoiu, după mersul pinguinului. Vocea lui Pin-Pin era împrumutată de Valeria Ogășanu, dar puteau fi auziți și Horațiu Mălăele sau Zaița Saizescu, în alte roluri.
Astfel, Pin-Pin devenea eroul unor întâmplări in diverse regiuni ale globului, unde întâlnea animale-copii pe care și le transforma în prieteni. Episoadele au fost difuzate între anii 1986 și 1989 în România, iar în 1990 în Franța, unde au avut parte de o primire foarte bună din partea criticii.
După 1989, serialul de desene animate a devenit lungmetraj, intitulându-se Călătoriile lui Pin-Pin. Acesta a făcut, în 1990, săli pline la Cinema „Scala” și a primit Premiul UCIN pentru lungmetraj de animație.
Într-o vreme, din cauza cenzurii devenite tot mai absurde, care găsea aluzii peste tot la traiul greu al românilor, au fost tăiate dialogurile dintre personaje.

## Filmografie
- Aventurile lui Pin-Pin (1986–1989) (serial)
- Călătoriile lui Pin-Pin (1990) (lungmetraj)